# Calotes ellioti
Calotes ellioti är en ödleart som beskrevs av  Günther 1864. Calotes ellioti ingår i släktet Calotes och familjen agamer. IUCN kategoriserar arten globalt som livskraftig. Inga underarter finns listade.